# Ernest von Stockalper
Ernest von Stockalper (Sion, 8 giugno 1838 – Sion, 1º maggio 1919) è stato un ingegnere svizzero.

## Vita e attività
Il 19 luglio 1879, accompagnato dall'Ing. Stockalper, Favre era entrato nel tunnel con un suo amico, un ingegnere francese che era giunto a visitare il cantiere. Fino al raggiungimento del cantiere di punta Favre non si era lamentato di nulla, anzi, secondo la sua abitudine, aveva continuato a verificare le travature, fermandosi in più punti per dare istruzioni, facendo di quando in quando qualche battuta all'amico, che non era abituato all'odore della dinamite. Ma durante il ritorno Favre cominciò a lamentarsi per dolori interni. "Caro Stockalper", disse, "prendete voi la mia lampada, io vi raggiungo". Passati dieci minuti, non vedendolo ritornare, Stockalper aveva esclamato: "Allora, signor Favre, venite?". Non seguì risposta. Il visitatore e l'ingegnere tornarono sui loro passi e quando raggiunsero Favre lo trovarono appoggiato alla roccia, con la testa reclinata sul petto. Il cuore aveva cessato di battere. In quel momento stavano passando di lì dei vagoncini carichi di materiale appena scavato e su questo venne deposto il suo corpo già rigido. Aveva combattuto fino al suo ultimo respiro per compiere un lavoro tutto scienza e impegno. Una fine gloriosa, se così si può dire!

( (EN) Maxime Helene, in Scientific American Supplement, No. 365, 30 dicembre 1882)
Fu ingegnere capo della sezione di Göschenen del traforo ferroviario del San Gottardo, dipendente dell'impresa di Louis Favre alla quale nel 1872 furono appaltati i lavori, con un'offerta di 48 milioni di Franchi Svizzeri, per collegare Göschenen (nel Canton Uri) ad Airolo (nel Canton Ticino), scavando un lungo tunnel sotto al Massiccio del San Gottardo, con la promessa di terminare i lavori entro otto anni.
Si trattava di un progetto ambizioso che durante la sua realizzazione vide il crescere dei costi, il verificarsi di numerosi incidenti con perdita di vite umane nonché, il 28 luglio 1875 lo scoppio di una vera e propria rivolta dei lavoratori (per la maggior parte italiani) a Göschenen, per i bassi salari e le gravose condizioni di lavoro e vita.
Nel traforo si sperimentarono nuove tecniche per velocizzare i lavori e la fretta si ripercosse duramente sulla condizione degli operai impiegati nella costruzione. Le condizioni degli operai impiegati nella costruzione del traforo erano pessime. Si facevano turni di 8 ore in un ambiente in cui la temperatura superava i 30 gradi, in cui l'aria era resa irrespirabile dalla scarsa ventilazione e dalle esalazioni delle macchine. Furono quasi duecento i lavoratori deceduti a causa degli incidenti sul cantiere. Gli infortuni arrivarono alle quattrocento unità. Inoltre l'igiene era pessima: non erano stati installati sufficienti servizi igienici e l'approvvigionamento dell'acqua era scarso.
Durante un sopralluogo agli scavi sotterranei del San Gottardo, in quanto ingegnere capo, Stockalper accompagnò il 19 giugno 1879 il suo principale ginevrino Louis Favre (architetto e ingegnere) e un ingegnere francese giunto in visita. È a Stockalper che si deve la relazione sulla morte per infarto del suo principale avvenuta in tale occasione.
L'Ing. Stockalper continuerà poi i lavori e, sebbene il traforo venisse ultimato già dal 29 febbraio 1880 (quindi un mese prima della data prevista da Favre per questa fase dei lavori), per una concomitanza di motivi il tunnel sarà poi aperto solo il 1º gennaio 1882, con un ritardo di 15 mesi sulla data pattuita.
Per un'opera di tale portata il ritardo, come anche il sorpasso dell'11% sui costi preventivati, sono tutto sommato contenuti. Ma la Compagnia ferroviaria del Gottardo farà causa agli eredi di Louis Favre, portandoli alla rovina finanziaria.

## Curiosità
Ricorda Gian Antonio Stella nel suo libro L'orda:

«Per sedare lo sciopero del 27 luglio 1875, l'ingegnere capo Stockalper spedì un telegramma alla direzione della società, ad Altdorf: “I minatori sono in sciopero e bloccano i lavori. Mandare 50 uomini armati e franchi 30.000”. I soldi dovevano servire forse per liquidare gli operai costretti ad andarsene, forse per pagare le spie tra i manifestanti. A cosa servissero i fucili, invece, si sarebbe visto il giorno dopo.»

Il giorno seguente la rivolta venne sedata con un bilancio di 4 minatori morti, 10 feriti gravemente, 80 licenziati.

«Tra le ironie del Basler Nachrichten, un giornale di Basilea che irridendo ai poveretti in fuga sotto le pallottole degli assassini, scrisse: “L'italiano è molto spavaldo quando tiene lui il pugnale in mano. Ma diventa molto incerto non appena si trova di fronte la forza”.»